# اس‌اس روندو
اس‌اس روندو (به انگلیسی: SS Rondo) یک کشتی بود که طول آن ۲۶۴ فوت (۸۰ متر) بود. این کشتی در سال ۱۹۱۷ ساخته شد.